# El Terrero, Calcahualco
El Terrero är en ort i Mexiko.   Den ligger i kommunen Calcahualco och delstaten Veracruz, i den sydöstra delen av landet, 210 km öster om huvudstaden Mexico City. El Terrero ligger 1 900 meter över havet och antalet invånare är 240.
Terrängen runt El Terrero är huvudsakligen kuperad, men västerut är den bergig. Terrängen runt El Terrero sluttar brant österut. Runt El Terrero är det tätbefolkat, med 331 invånare per kvadratkilometer. Närmaste större samhälle är Huatusco de Chicuellar, 14,2 km öster om El Terrero. Omgivningarna runt El Terrero är en mosaik av jordbruksmark och naturlig växtlighet.